# Stefan Bartoszewicz
Stefan Bartosiewicz (ur. 1870, zm. 17 grudnia 1934 w Warszawie) – doktor chemii, prezes Rady Nadzorczej Państwowych Zakładów Naftowych, Naczelnik Wydziału Nafty Ministerstwa Przemysłu i Handlu, organizator Gazociągów Państwowych, członek Polskiego Komitetu Energetycznego i Komitetu Opiniodawczego przy Prezesie Komitetu Ekonomicznego Ministrów, piąty prezes Związku polskich Producentów i Rafinerów Olejów Mineralnych, sekretarz Krajowego Towarzystwa Nafty, członek Komitetu Organizacji Zakładu Ubezpieczeń Pacy Umysłowej w Warszawie.

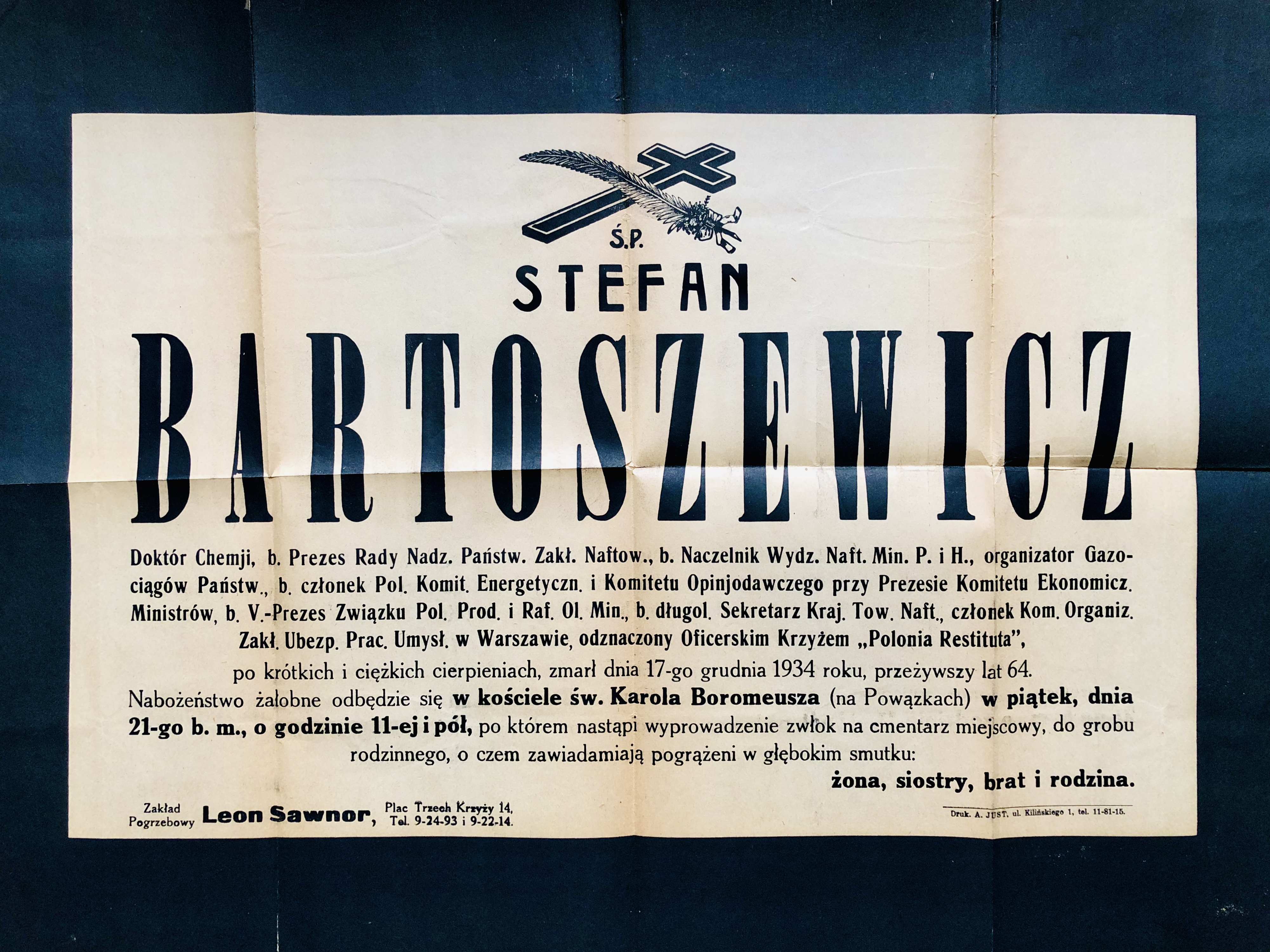
Nekrolog Stefana Bartoszewicza

## Życiorys

### Wczesne lata i początek kariery
Syn Stefana Franciszka Adama Bartoszewicza herbu Łada i Emilii Rystoff. Ukończył studia na Wydziale Chemii Technicznej w Karlsruhe. W roku 1896 złożył doktorat w Bern w Szwajcarii. Tego samego roku objął kierownictwo techniczne Rafinerii Naft w Lipnikach pod Gorlicami. W 1902 roku objął stanowisko sekretarza Krajowego Towarzystwa Nafty we Lwowie. W tym okresie opublikował pracę Ropa jako materiał opałowy oraz stanął na czele Towarzystwa Handlowego, wprowadzającego szerokie zastosowanie ropy w fabrykach, elektrowniach itp. Będąc sekretarzem Krajowego Towarzystwa Naftowego brał czynny udział w akcji zmierzającej do zastosowania ropy naftowej na Kolejach Państwowych w celu opalania parowozów. Brał czynny udział w założeniu i uruchomieniu Państwowej Odbenzyniarni, późniejszej Państwowej Fabryki Olejów Mineralnych w Drohobyczu. Współtworzył nowelizacje do ustawy naftowej z 1908 roku. 
W 1907 na II Międzynarodowym Kongresie Nafty w Bukareszcie połączonym z wystawą wziął udział w kongresie jak i organizacji wystawy polskiego przemysłu naftowego. Podkreślał polskość tegoż przemysłu, to że stworzony jest przez polskiego przemysłowca i polskiego robotnika, jakkolwiek ówczesna Galicja była częścią Austrii. W roku 1909 we Lwowie wziął ślub z siostrą Karola Szymanowskiego, Stanisławą Marią Korwin-Szymanowską. W roku 1911 przyszła na świat jego córka Alina. W tym czasie, aż do wybuchu I wojny światowej, dużo czasu poświęcał pracy publicznej. Redagował czasopismo Nafta, wydawane jako organ Krajowego Towarzystwa Naftowego. Publikował w nim szereg prac, ogłosił wiele artykułów w prasie codziennej i gospodarczej.

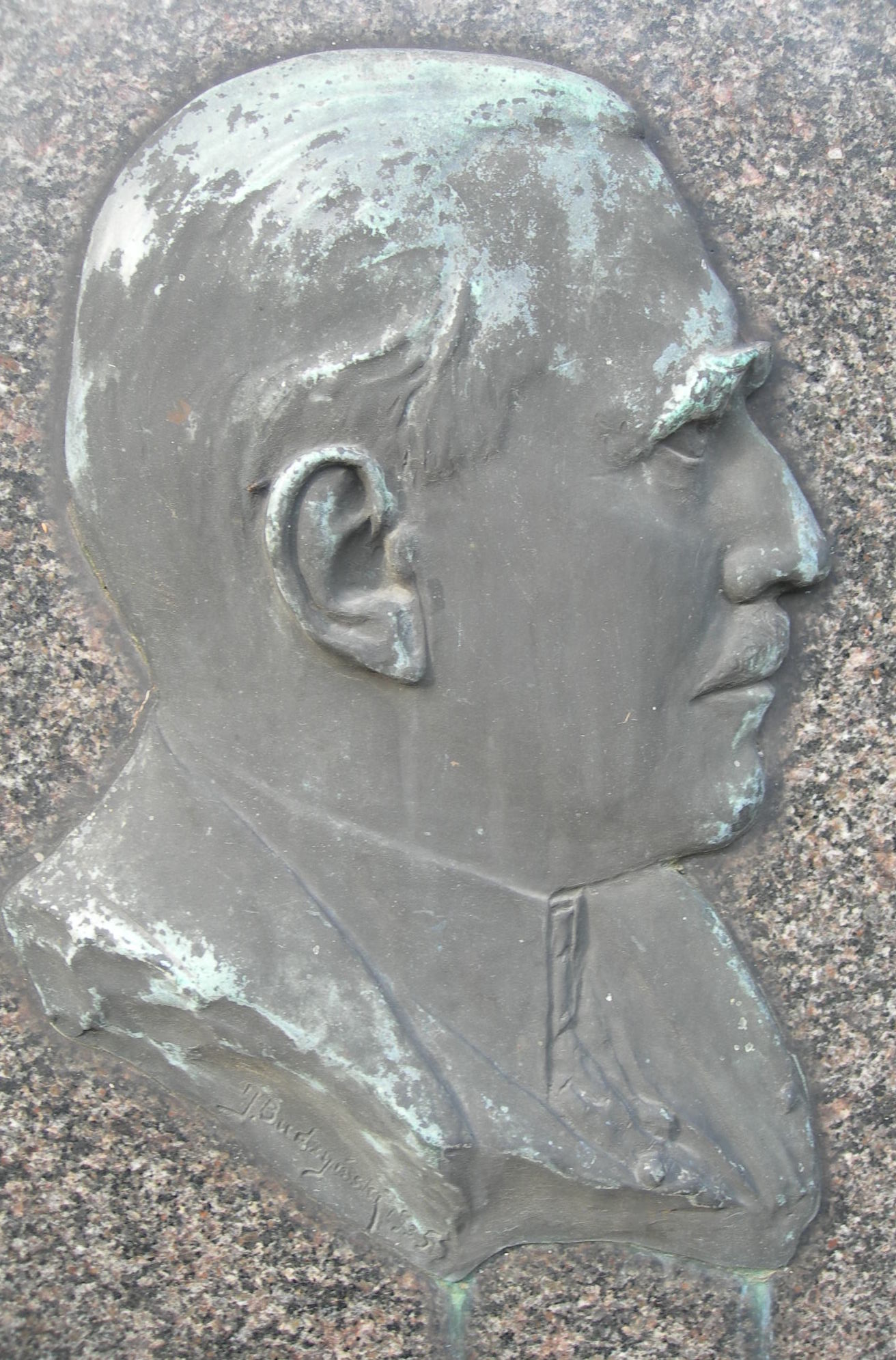
Stefan Bartoszewicz - profil na płycie nagrobnej (wykonany z brązu, skradziony)

### W Szwajcarii
Wybuch I wojny światowej zastał rodzinę Bartoszewiczów w Szwajcarii. Tam spędzili cztery najbliższe lata. Po przybyciu do Genewy natychmiast rozpoczął prace społeczne. Jako jednemu z pierwszych emigrantów zaczął inspirować się myślą, że należy zacieśnić i zorganizować Polonię. Celem tych działań miało być wyrabianie właściwej opinii politycznej dla utrzymania łączności z krajem, dla samopomocy prawnej i materialnej oraz niesienia pomocy ofiarom wojny, a przede wszystkim dla akcji propagandowo-politycznej. Realizując te zamysły, należał jako organizator i czynny członek do szeregu komitetów i stowarzyszeń wojennych w Szwajcarii. Był wiceprezesem genewskiego stowarzyszenia Ognisko, które skupiało znaczną część Polonii. Od początku brał udział w sekcjach Pour les affaires polonaises i Commitée Internationale de la Croix Rouge, która była pierwszą komórka organizacyjną Polskiego Czerwonego Krzyża. Był członkiem rady stowarzyszenia La Pologne et la guerre, komitetu informacyjno-wydawniczego (założonego przez prof. Jana Kucharzewskiego). W roku 1916 był jednym z głównych organizatorów uroczystości odsłonięcia tablicy upamiętniającej Juliusza Słowackiego w Genewie.

### W niepodległej Polsce
Jesienią 1919 roku powrócił wraz z rodziną do Polski i objął stanowisko pierwszego Naczelnika Wydziału Nafty w Departamencie Górniczo-Hutniczym w Ministerstwie Przemysłu i Handlu. Jako naczelnik zorganizował przedsiębiorstwo Państwowych Gazociągów w Jaśle, popierał wiele działań takich jak budowę gazociągu z Daszawy do Stryja i Drohobycza, regulację sprawy ropy bruttowej i sprawę dzierżawy państwowych terenów naftowych. Biorąc udział w pracach Państwowej Rady Naftowej wspierał sprawę ulg celnych i specjalnych taryf kolejowych, oraz organizacji Państwowych Zakładów Naftowych. W 1927 roku wystąpił ze służby państwowej i objął stanowisko Wiceprezesa Związku Polskich Producentów i Rafinerów Olejów Mineralnych w Warszawie. W tym czasie był też czynnym członkiem Wydziału Krajowego Towarzystwa Naftowego i członkiem Komitetu Redakcyjnego dwutygodnika Przemysł Naftowy, w którym to wielokrotnie publikował, między innymi Wspomnienia z przemysłu naftowego. W roku 1930 w uznaniu zasług w życiu gospodarczym kraju został odznaczony Krzyżem Oficerskim Orderu Polonia Restituta. Dużą część czasu poświęcił również publicystyce gospodarczej. Był autorem szeregu artykułów w tygodniku Polska Gospodarcza, którego był współpracownikiem od początku istnienia. Do ostatniej chwili interesował się wszystkimi zagadnieniami dotyczącymi przemysłu naftowego. Kilka dni przed śmiercią (7–9 grudnia 1934) uczestniczył w VIII Zjeździe Naftowym, na którym parokrotnie zabierał głos w dyskusji przy omawianiu ważniejszych problemów
31 grudnia 1923 został odznaczony Krzyżem Oficerskim Orderu Odrodzenia Polski.
Został pochowany na cmentarzu Powązkowskim w Warszawie (kwatera: PPRK, rząd 1, miejsce: 333).